# Vilarelhos
Vilarelhos es una freguesia portuguesa del municipio de Alfândega da Fé, con 12,15 km² de área y 335 habitantes (2001). Densidad de población: 27,6 hab/km².